# Dla Stabilności!
Dla Stabilności! (łot. Stabilitātei!, S!) – łotewska eurosceptyczna, populistyczna partia polityczna reprezentowana w Sejmie. 

## Historia
Ugrupowanie powstało zimą 2021 roku. Zostało założone przez dwóch byłych radnych Rygi wybranych z listy Socjaldemokratycznej Partii „Zgoda”: Aleksejsa Rosļikovsa oraz Valērijsa Petrovsa. W przedterminowanych wyborach do rady miejskiej Rygi latem 2020 roku obaj radni kandydowali z listy partii Alternatywa, która nie zdobyła  mandatów w radzie. 
Liderzy ugrupowania podkreślili, że będą budować partię polityczną wolną od sponsorów, która będzie sprzyjać stabilizacji państwa jako głównemu swemu zadaniu. Zapowiedzieli także start w wyborach lokalnych w 2021. Jako ugrupowania najbliższe programowo wskazali Prawo i Porządek oraz Republikę.
Ugrupowanie wystartowało w wyborach do Sejmu w 2022 roku. Jako kandydata na premiera wskazało Aleksejsa Rosļikovsa. Opowiedziało się m.in. za występieniem z Unii Europejskiej, osiągnięciem suwerenności gospodarczej oraz niezależności energetycznej, bezpośrednimi wyborami prezydenckimi, zmniejszeniem liczby posłów oraz ordynacją większościową. Wśród postulatów partii znalazła się także rewizja polityki podatkowej, w tym zmniejszenie VAT na żywność oraz lekarstwa. W kwestii szkół ugrupowanie opowiedziało się za prawem do edukacji w języku rosyjskim. Lider listy wyborczej Rosļikovs określił ugrupowanie jako centrowe, z kolei eksperci zwracają uwagę na jego profil populistyczny. 
Ostatecznie partia uzyskała w wyborach 6,80% głosów, wprowadzając do Sejmu 11 posłów. 